# Claremont (Carolina del Norte)
Claremont es una ciudad ubicada en el condado de Catawba en el estado estadounidense de Carolina del Norte. La localidad en el año 2000, tenía una población de 1.038 habitantes en una superficie de 6.5 km², con una densidad poblacional de 159.9 personas por km².

## Geografía
Claremont se encuentra ubicada en las coordenadas 35°42′50″N 81°9′2″O / 35.71389, -81.15056. Según la Oficina del Censo, la localidad tiene un área total de 6,5 km² (2,5 mi²), de la cual 6,5 km² (2,5 mi²) es tierra y 0 km² (0 mi²) (0.0%) es agua.

### Localidades adyacentes
El siguiente diagrama muestra a las localidades en un radio de 16 kilómetros (9,9 mi) de Claremont.

## Demografía
En el 2000 la renta per cápita promedia del hogar era de $40.652, y el ingreso promedio para una familia era de $44.886. El ingreso per cápita para la localidad era de $21.097. En 2000 los hombres tenían un ingreso per cápita de $30.543 contra $22.500 para las mujeres. Alrededor del 7.0% de la población estaba bajo el umbral de pobreza nacional.